# Terremoto de Chiapas de 2014
El terremoto de Chiapas de 2014 fue un sismo ocurrido a las 06:23:55 hora local (11:23:55 UTC) del lunes 7 de julio de 2014, que alcanzó una magnitud de 7.1 (MW). Según el USGS, el epicentro se localizó a 2 km al sur de Puerto Madero, estado de Chiapas, en el sur de México. El sismo se ubicó a una profundidad de 60 km bajo la corteza terrestre.
El terremoto fue percibido en el sur y centro del país, incluyendo el Distrito Federal y en todo Guatemala y dejó afectaciones de consideración en las ciudades de Tapachula, Ciudad Tecumán y Quetzaltenango, así como daños graves,derrumbes de hogares y construcciones agrietadas. El sismo se sintió incluso en El Salvador, donde no dejó daños.

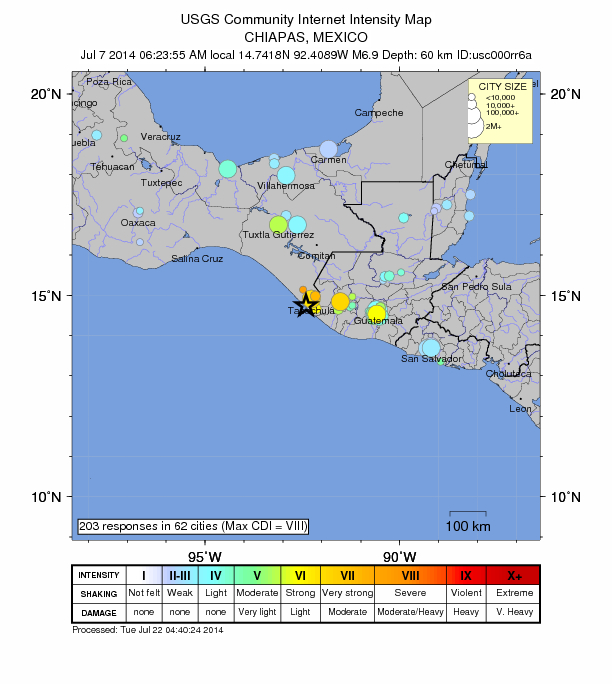
Reportes de intensidad de las personas.

## Consecuencias
El sismo no solo dejó daños, sino que provocó la muerte de 5 personas e hirió a unas 200, entre los fallecidos está un recién nacido que le cayó parte del techo de un hospital en San Marcos (Guatemala) al momento del temblor. El sismo causó la muerte de 3 personas en México y 2 en Guatemala, al menos unas 45.000 personas afectadas y graves destrozos.